# Weerstatistieken augustus Nederland en België
Deze pagina bevat de gemiddelde waarden en de uitzonderlijke gebeurtenissen op weergebied in de maand augustus in Nederland en België, zoals geregistreerd door respectievelijk de KNMI-weerstations in Nederland en het KMI in Ukkel, België.

## Weerstatistieken maand augustus in Nederland 1901-2023

### Gemiddelden
Langjarige gemiddelden in het tijdvak 1991-2020.
|                                                  | De Bilt | Eelde | Rotterdam | Maastricht |
| ------------------------------------------------ | ------- | ----- | --------- | ---------- |
| Gemiddelde temperatuur in graden Celsius         | 17,9    | 17,3  | 18,0      | 18,4       |
| Gemiddelde minimumtemperatuur in graden Celsius  | 12,5    | 11,9  | 13,2      | 13,4       |
| Gemiddelde maximumtemperatuur in graden Celsius  | 22,9    | 22,6  | 22,6      | 23,5       |
| Dagen met max temperatuur ≥ 20 °C                | 24,2    | 23,2  | 23,9      | 24,8       |
| Gemiddelde relatieve vochtigheid in procenten    | 78,9    | 81,3  | 78,8      | 74,8       |
| Gemiddelde neerslagduur in procenten van de tijd | 5,8     | 5,7   | 5,8       | 5,4        |
| Gemiddelde neerslaghoeveelheid in mm             | 83,6    | 77,8  | 91,9      | 82,8       |
| [ 1 ]                                            |         |       |           |            |

### Extremen
Hieronder volgen ranglijsten voor de hoogste en laagste gemiddelde temperatuur, de grootste en laagste neerslagsom en het grootste en laagste aantal uren zonneschijn, zoals gemeten op het KNMI-station in De Bilt tussen 1901 en 2023. De lijst van maandrecords is samengesteld uit de beschikbare gegevens van de genoemde stations.
| #     | Hoogste gemiddelde temperatuur in °C | Hoogste gemiddelde temperatuur in °C | Grootste neerslagsom in mm | Grootste neerslagsom in mm | Grootste aantal uren zonneschijn | Grootste aantal uren zonneschijn | #   |
| ----- | ------------------------------------ | ------------------------------------ | -------------------------- | -------------------------- | -------------------------------- | -------------------------------- | --- |
| 1.    | 1997                                 | 20,5                                 | 1912                       | 220,5                      | 1947                             | 312,8                            | 1.  |
| 2.    | 2020                                 | 20,4                                 | 1969                       | 198,0                      | 1975                             | 292,8                            | 2.  |
| 3.    | 2022                                 | 20,0                                 | 1917                       | 187,8                      | 2022                             | 281,9                            | 3.  |
| 4.    | 1975                                 | 19,9                                 | 1963                       | 184,2                      | 1995                             | 281,2                            | 4.  |
| 5.    | 1995                                 | 19,7                                 | 2006                       | 180,5                      | 1976                             | 271,5                            | 5.  |
| 6.    | 2024                                 | 19,3                                 | 1941                       | 171,5                      | 1911                             | 254,1                            | 6.  |
| 7.    | 2003                                 | 19,3                                 | 1992                       | 161,3                      | 2024                             | 247,8                            | 7.  |
| 8.    | 1947                                 | 18,9                                 | 1924                       | 157,9                      | 1973                             | 244,7                            | 8.  |
| 9.    | 2004                                 | 18,8                                 | 2010                       | 155,3                      | 2016                             | 243,2                            | 9.  |
| 10.   | 1911                                 | 18,7                                 | 1957                       | 149,7                      | 2019                             | 235.0                            | 10. |
| #     | Laagste gemiddelde temperatuur in °C | Laagste gemiddelde temperatuur in °C | Kleinste neerslagsom in mm | Kleinste neerslagsom in mm | Kleinste aantal uren zonneschijn | Kleinste aantal uren zonneschijn | #   |
| 1.    | 1956                                 | 14,0                                 | 1991                       | 6,3                        | 1912                             | 105,1                            | 1.  |
| 2.    | 1920                                 | 14,0                                 | 1984                       | 6,5                        | 1963                             | 110,3                            | 2.  |
| 3.    | 1912                                 | 14,0                                 | 2003                       | 9,2                        | 1941                             | 120,0                            | 3.  |
| 4.    | 1924                                 | 14,2                                 | 1944                       | 13,9                       | 2006                             | 124,0                            | 4.  |
| 5.    | 1922                                 | 14,6                                 | 1976                       | 14,8                       | 1925                             | 126,2                            | 5.  |
| 6.    | 1902                                 | 14,6                                 | 1911                       | 16,4                       | 1907                             | 128,3                            | 6.  |
| 7.    | 1941                                 | 14,8                                 | 1913                       | 17,9                       | 1977                             | 129,2                            | 7.  |
| 8.    | 1940                                 | 14,9                                 | 1995                       | 19,4                       | 1954                             | 134,8                            | 8.  |
| 9.    | 1913                                 | 15,0                                 | 1981                       | 23,7                       | 1920                             | 137,2                            | 9.  |
| 10.   | 1908                                 | 15,0                                 | 1959                       | 25,2                       | 1924                             | 137,4                            | 10. |
| [ 2 ] |                                      |                                      |                            |                            |                                  |                                  |     |

| | Officiële records | Officiële records | Officiële records |  | Landelijke records | Landelijke records | Landelijke records |
| Gebeurtenis | Datum             | Extreem           | Locatie           |  | Datum              | Extreem            | Locatie            |
| --- | ----------------- | ----------------- | ----------------- |  | ------------------ | ------------------ | ------------------ |
| Laagste etmaalgemiddelde temperatuur (°C) | 13 augustus 1908  | 9,9               | De Bilt           |  | 6 augustus 1987    | 9,8                | Soesterberg        |
| Hoogste etmaalgemiddelde temperatuur (°C) | 11 augustus 2020  | 27,0              | De Bilt           |  | 12 augustus 2003   | 28,8               | Maastricht         |
| Laagste minimumtemperatuur (°C) | 13 augustus 1908  | 3,4               | De Bilt           |  | 22 augustus 1973   | 1,3                | Twenthe            |
| Hoogste minimumtemperatuur (°C) | 9 augustus 2020   | 21,5              | De Bilt           |  | 19 augustus 2012   | 23,1               | Maastricht         |
| Laagste maximumtemperatuur (°C) | 13 augustus 1908  | 13,0              | De Bilt           |  | 13 augustus 1912   | 11,6               | Maastricht         |
| Hoogste maximumtemperatuur (°C) | 4 augustus 1990   | 35,3              | De Bilt           |  | 7 augustus 2003    | 37,8               | Arcen              |
| Hoogste uurgemiddelde windsnelheid (m/s) | 27 augustus 1912  | 20,1              | De Bilt           |  | 12 augustus 1914   | 26,8               | De Kooy            |
| Hoogste windstoot (m/s) | 15 augustus 1953  | 31,9              | De Bilt           |  | 24 augustus 2010   | 36,0               | Houtribdijk        |
| Langste zonneschijnduur (uur) | 8 augustus 1903   | 15,1              | De Bilt           |  | 8 augustus 1903    | 15,1               | De Bilt            |
| Langste neerslagduur (uur) | 17 augustus 2015  | 19,8              | De Bilt           |  | 17 augustus 2015   | 23,8               | Lelystad           |
| Hoogste etmaalsom van de neerslag (mm) | 1 augustus 1917   | 62,3              | De Bilt           |  | 26 augustus 2010   | 142,3              | Hupsel             |
| Laagste etmaalgemiddelde relatieve vochtigheid (%) | 21 augustus 1947  | 39                | De Bilt           |  | 17 augustus 1947   | 31                 | Maastricht         |
| Laagste uurwaarde luchtdruk op zeeniveau (hPa) | 27 augustus 1912  | 973,0             | De Bilt           |  | 27 augustus 1912   | 973,0              | De Bilt            |
| Hoogste uurwaarde luchtdruk op zeeniveau (hPa) | 13 augustus 1949  | 1033,7            | De Bilt           |  | 13 augustus 1949   | 1034,1             | Maastricht         |
| Officiële records worden altijd gemeten op het KNMI-weerstation in De Bilt. Landelijke records kunnen worden gemeten op elk officieel KNMI-weerstation in Nederland. |                   |                   |                   |  |                    |                    |                    |

## Weerstatistieken maand augustus in België 1833-heden

### Gemiddelden
Vanaf 2011 werden de nieuwe normale waarden opnieuw berekend op basis van de gemiddelde metingen in Ukkel over de referentieperiode 1980-2010.
De oude normalen hebben verschillende referentieperiodes.
|                                     | normaal (oud) | normaal (nieuw) | record + | jaar | record - | jaar |
| ----------------------------------- | ------------- | --------------- | -------- | ---- | -------- | ---- |
| Luchtdruk in hPa                    | 1015,7        | 1015,9          | 1020,9   | 1869 | 1009,6   | 1878 |
| Gemiddelde windsnelheid in m/s      | 3,1           | 2,8             | 4,4      | 1917 | 2,1      | 1990 |
| Zonneschijnduur in hh:mi            | 190           | 190             | 323      | 1947 | 97       | 2006 |
| Gemiddelde temperatuur in °C        | 16,8          | 18              | 21,2     | 1997 | 13,7     | 1833 |
| Gemiddelde maximumtemperatuur in °C | 21,4          | 22,6            | 26,6     | 1947 | 17,3     | 1912 |
| Gemiddelde minimumtemperatuur in °C | 13            | 13,6            | 16,1     | 1997 | 10,7     | 1920 |
| Relatieve vochtigheid in %          | 79,4          | 76              | 88       | 1890 | 62       | 1947 |
| Gemiddelde dampdruk in hPa          | 15,1          | 15,3            | 18,3     | 1932 | 12,3     | 1833 |
| Neerslagtotaal in mm                | 74,4          | 79,3            | 231,2    | 1996 | 10,4     | 1983 |
| Neerslagdagen in d                  | 16            | 14,5            | 28       | 1941 | 4        | 1947 |
| [ 13 ]                              |               |                 |          |      |          |      |

### Extremen
Overzicht van de hoogste en laagste 5 waarden voor de maand augustus vanaf 1833 voor gemiddelde temperatuur en neerslaghoeveelheid en aantal neerslagdagen en vanaf 1887 voor zonneschijnduur(*) in Ukkel.
| | Gemiddelde temperatuur | Gemiddelde temperatuur | Zonneschijnduur | Zonneschijnduur | Neerslaghoeveelheid | Neerslaghoeveelheid | Aantal neerslagdagen | Aantal neerslagdagen |
| | Jaar                   | °C                     | Jaar            | uren            | Jaar                | mm                  | Jaar                 | dagen                |
| --- | ---------------------- | ---------------------- | --------------- | --------------- | ------------------- | ------------------- | -------------------- | -------------------- |
| Hoogste waarden                                                                                          |                        |                        |                 |                 |                     |                     |                      |                      |
| 1997 | 21,2                   | 1947                   | 323             | 1996            | 231,2               | 1941                | 28                   |                      |
| 2020 | 20,9                   | 1995                   | 272             | 2006            | 202,3               | 1963                | 27                   |                      |
| 1911 | 20,9                   | 1976                   | 271             | 1992            | 180,5               | 1912                | 26                   |                      |
| 1995 | 20,4                   | 1911                   | 269             | 2010            | 187,4               | 1968                | 25                   |                      |
| 1947 | 20,4                   | 1904                   | 255             | 1912            | 162,6               | 1931                | 24                   |                      |
| Normale waarde (oud)                                                                                     |                        | 16,9                   |                 | 190             |                     | 74,4                |                      | 16,0                 |
| Normale waarde (nieuw)                                                                                   |                        | 18,0                   |                 | 190             |                     | 79,3                |                      | 14,5                 |
| Laagste waarden                                                                                          |                        |                        |                 |                 |                     |                     |                      |                      |
| 1924 | 14,2                   | 1941                   | 136             | 1991            | 15,7                | 1911                | 8                    |                      |
| 1912 | 13,8                   | 1931                   | 132             | 1944            | 15,2                | 1995                | 8                    |                      |
| 1845 | 13,8                   | 1968                   | 122             | 1976            | 15,1                | 1976                | 6                    |                      |
| 1844 | 13,5                   | 1963                   | 107             | 1936            | 12,3                | 1991                | 5                    |                      |
| 1833 | 13,5                   | 2006                   | 97              | 1983            | 10,4                | 1947                | 4                    |                      |
| (*) Waarden vóór december 2008 werden omgerekend. Zie voor wijze van berekenen zonneschijnduur in Ukkel. |                        |                        |                 |                 |                     |                     |                      |                      |

### Uitzonderlijke gebeurtenissen
Extremen in België zijn:
- 1833 - Tijdens dit eerste jaar van de geregistreerde waarnemingen kent men de koudste augustusmaand ooit.
- 1912 - Tijdens de maand scheen de zon nauwelijks 104 uur in Ukkel (normaal: 192 uur). Deze maand is meteen de somberste augustus van de eeuw.
- 1912 - Met een gemiddelde temperatuur van 13,8 °C in Ukkel is dit de koudste augustus van de eeuw (normale gemiddelde temperatuur: 16,9 °C).
- 1947 - De maand augustus breekt een aantal records in Ukkel : vijfentwintig zomerdagen (ex aequo met het jaar 1964), slechts vier neerslagdagen (normaal: 16 dagen), 323 uur zonneschijn (normaal: 192 uur). Het is tevens de tweede zonnigste maand van de hele eeuw (na de maand mei 1989).
- 1983 - Tijdens de maand augustus valt er slechts 10,4 mm neerslag in Ukkel (normaal: 69,6 mm). Dit is de droogste maand augustus van de eeuw.
- 1996 - Deze maand viel er in Ukkel 231,2 mm neerslag (normaal: 69,6 mm). Dit is niet alleen de natste maand augustus van de eeuw maar ook de natste maand van de eeuw in Ukkel zonder meer.
- 1997 - De warmste maand augustus van de eeuw: de gemiddelde temperatuur bedraagt voor Ukkel 21,2 °C (normaal: 16,9 °C).
- 2006 – Met slechts 97 uur zonneschijn (normaal 188 uur) is dit de somberste augustusmaand. De maand was ook de op een na natste ooit met 202.3 mm neerslag, enkel augustus 1996 was nog natter. Net als in 1910, 1912 en 1924 telde deze maand augustus geen zomerdagen in Ukkel (normaal: 8).
- 2011 - Noodweer tijdens Pukkelpop 2011
- 2020 - Deze maand augustus telde men te Ukkel 9 tropische dagen met een maximumtemperatuur boven 30°C (normaal: 1.4 dagen).
- 2022 - Warmste augustus met te Ukkel een gemiddelde temperatuur van 21.4°C, net als de gemiddelde maximum- en minimumtemperaturen.